# Marian Dydziul
Marian Józef Dydziul (ur. 5 marca 1904 w Filipowie, zm. 26 czerwca 1942 ) – kapitan obserwator Wojska Polskiego i Polskich Sił Powietrznych w Wielkiej Brytanii.

## Życiorys
W 1925 roku rozpoczął naukę w Oficerskiej Szkole Lotnictwa w Grudziądzu, którą ukończył w 1927 roku jako obserwator z 6. lokatą (I promocja).
W stopniu starszego sierżanta podchorążego obserwatora otrzymał przydział do 13 Eskadry Niszczycielskiej 1. Pułku Lotniczego. 31 października 1927 otrzymał tytułu i odznakę obserwatora nr 420 na czas służby w wojskach lotniczych. Promocję na podporucznika otrzymał w 21 marca 1928 roku, na porucznika 1 stycznia 1931 r. W styczniu 1929 roku został skierowany na kurs fotografii lotniczej na Politechnice Lwowskiej. W czerwcu 1931 roku został przeniesiony do 213 Eskadry Niszczycielskiej Nocnej. 6 lipca 1931 roku przeżył katastrofę lotniczą podczas lotu treningowego.
W latach 1933–1937 był instruktorem w Szkole Podchorążych Lotnictwa w Dęblinie. Na stopień kapitana został mianowany ze starszeństwem z 19 marca 1937 i 11. lokatą w korpusie oficerów lotnictwa. W tym samym roku objął stanowisko zastępcy dowódcy 215. Eskadry Bombowej. W marcu 1939 był oficerem taktycznym 210 dywizjonu bombowego.
Na tym stanowisku walczył w kampanii wrześniowej, wykonał dwa loty bojowe.
Po zakończeniu walk przedostał się do Wielkiej Brytanii. Wstąpił do RAF, gdzie otrzymał numer służbowy P-0190. Został przydzielony na szkolenie do 12 Operational Training Unit (OTU), a następnie w grudniu 1940 roku został przeniesiony do 18 OTU Bramcote. W styczniu 1941 roku został skierowany na szkolenie w 4 Bombing & Gunnery School RAF West Freugh i w 6 Air Observer & Navigation School RAF Staverton. W kwietniu 1941 roku w składzie dywizjonu 300 bierze udział w nalocie na port Brest.
Przechodzi szkolenie w 9 Air Observers School RAF w Penrhos, po jego zakończeniu wraca we wrześniu 1941 roku do 18 OTU na przeszkolenie bojowe.
1 kwietnia 1942 roku otrzymał przydział do dywizjonu 304 i rozpoczął loty bojowe jako nawigator.  W czasie służby w 304 dywizjonie wykonał 3 loty bojowe. 26 czerwca 1942 roku na samolocie Vickers Wellington NZ-Q (nr DV441) wystartował z bazy RAF Lindholme na Bremę. W drodze powrotnej samolot został zestrzelony przez niemieckiego myśliwca nocnego. Zginęła cała załoga – kpt. nawig. Marian Józef Dydziul, ppor. pil. Jan Kramin, kpr. pil. Henryk Kuć, sierż. r/op. strz. Tadeusz Kamyszek, plut. strz. Jan Wojtaś, kpr. strz. Nikita Mikołaj Tałach. Odnaleziono jedynie ciało Mariana Dydziula, którego pochowano z honorami wojskowymi na morzu. Pochowany na cmentarzu Srebrzysko w Gdańsku (rejon V, taras VIII-3-40).

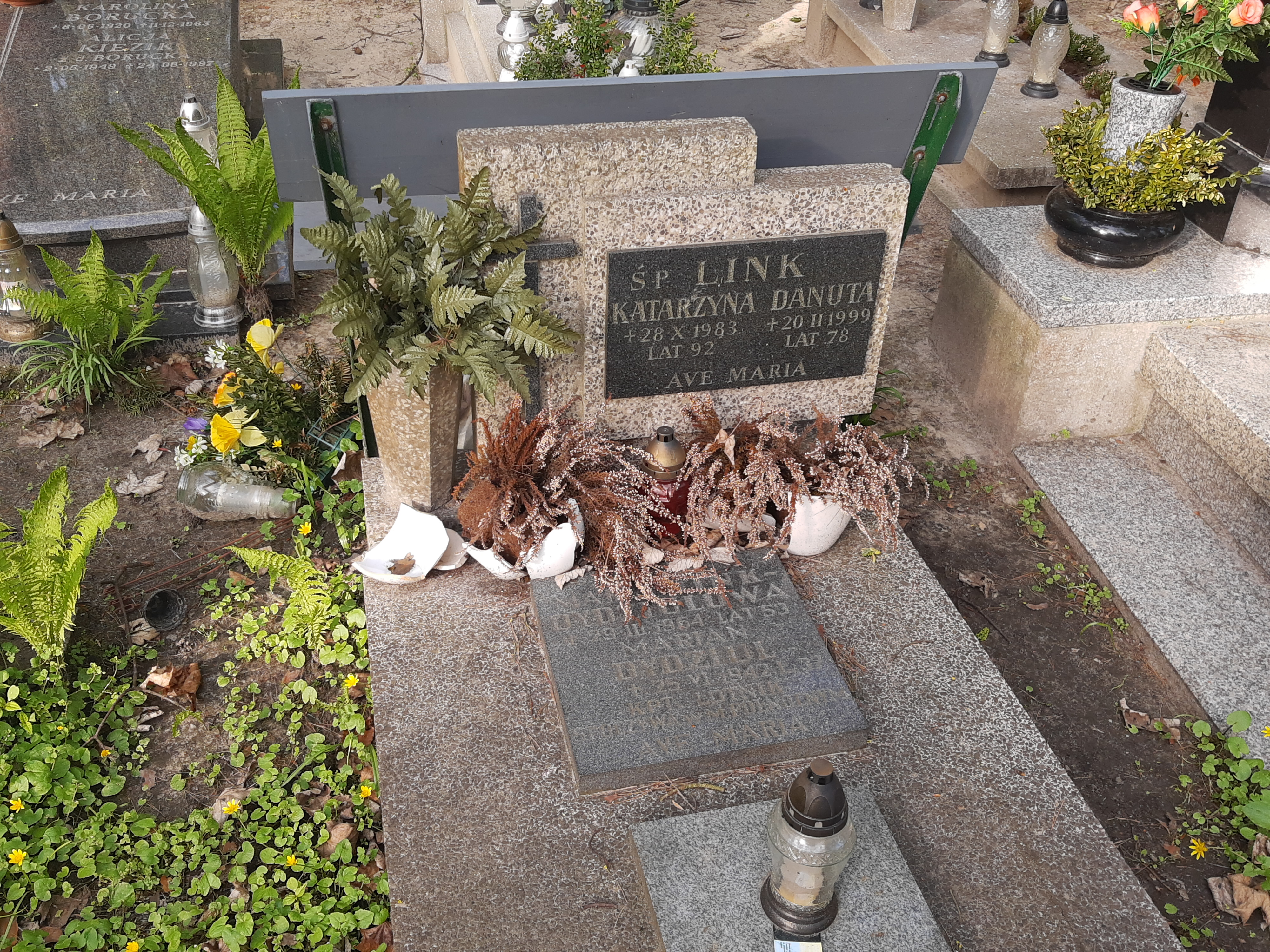
Grób symboliczny kpt. Mariana Dydziula na cmentarzu Srebrzysko

## Ordery i odznaczenia
- Krzyż Walecznych[1]
- Srebrny Krzyż Zasługi[11]
- Medal Lotniczy dwukrotnie[1]